# Records des jeux du Commonwealth de natation messieurs
Cet article présente les records des jeux du Commonwealth de natation masculins, en bassin de 50 mètres, actuellement homologués par la Fédération des jeux du Commonwealth en anglais : Commonwealth Games Federation (CGF).
| Épreuve              | Temps          | Athlète                                                          | Nationalité    | Âge         | Date            | Édition des jeux   |            |            |
| Nage libre           | Nage libre     | Nage libre                                                       | Nage libre     | Nage libre  | Nage libre      | Nage libre         | Nage libre | Nage libre |
| -------------------- | -------------- | ---------------------------------------------------------------- | -------------- | ----------- | --------------- | ------------------ | ---------- | ---------- |
| 50 m                 | 22 s 01        | Brent Hayden                                                     | Canada         | 27          | 9 octobre 2010  | XIXe - New Delhi   |            |            |
| 100 m                | 47 s 98        | Brent Hayden                                                     | Canada         | 27          | 7 octobre 2010  | XIXe - New Delhi   |            |            |
| 200 m                | 1 min 44 s 71  | Ian Thorpe                                                       | Australie      | 20          | 30 juillet 2002 | XVIIe - Manchester |            |            |
| 400 m                | 3 min 40 s 08  | Ian Thorpe                                                       | Australie      | 20          | 30 juillet 2002 | XVIIe - Manchester |            |            |
| 1 500 m              | 14 min 41 s 66 | Kieren Perkins                                                   | Australie      | 21          | 18 août 1994    | XVe - Victoria     |            |            |
| Dos                  |                |                                                                  |                |             |                 |                    |            |            |
| 50 m                 | 24 s 62        | Liam Tancock                                                     | Angleterre     | 25          | 5 octobre 2010  | XIXe - New Delhi   |            |            |
| 100 m                | 53 s 59        | Liam Tancock                                                     | Angleterre     | 25          | 8 octobre 2010  | XIXe - New Delhi   |            |            |
| 200 m                | 1 min 55 s 58  | James Goddard                                                    | Angleterre     | 27          | 6 octobre 2010  | XIXe - New Delhi   |            |            |
| Brasse               |                |                                                                  |                |             |                 |                    |            |            |
| 50 m                 | 27 s 18        | Cameron van der Burgh                                            | Afrique du Sud | 22          | 8 octobre 2010  | XIXe - New Delhi   |            |            |
| 100 m                | 1 min 0 s 10   | Cameron van der Burgh                                            | Afrique du Sud | 22          | 6 octobre 2010  | XIXe - New Delhi   |            |            |
| 200 m                | 2 min 10 s 89  | Brenton Rickard                                                  | Australie      | 27          | 9 octobre 2010  | XIXe - New Delhi   |            |            |
| Papillon             |                |                                                                  |                |             |                 |                    |            |            |
| 50 m                 | 23 s 34        | Roland Schoeman                                                  | Afrique du Sud | 26          | 17 mars 2006    | XVIIIe - Melbourne |            |            |
| 100 m                | 51 s 69        | Geoff Huegill                                                    | Australie      | 31          | 8 octobre 2010  | XIXe - New Delhi   |            |            |
| 200 m                | 1 min 56 s 48  | Chad le Clos                                                     | Afrique du Sud | 18          | 4 octobre 2010  | XIXe - New Delhi   |            |            |
| 4 nages              |                |                                                                  |                |             |                 |                    |            |            |
| 200 m                | 1 min 58 s 10  | James Goddard                                                    | Angleterre     | 27          | 8 octobre 2010  | XIXe - New Delhi   |            |            |
| 400 m                | 4 min 13 s 25  | Chad le Clos                                                     | Afrique du Sud | 18          | 7 octobre 2010  | XIXe - New Delhi   |            |            |
| Relais               |                |                                                                  |                |             |                 |                    |            |            |
| 4 × 100 m nage libre | 3 min 13 s 92  | Kyle Richardson Eamon Sullivan Tommaso D'Orsogna James Magnussen | Australie      | 23 25 20 19 | 4 octobre 2010  | XIXe - New Delhi   |            |            |
| 4 × 200 m nage libre | 7 min 10 s 29  | Thomas Fraser-Holmes Nic Ffrost Ryan Napoleon Kenrick Monk       | Australie      | 19 24 20 22 | 6 octobre 2010  | XIXe - New Delhi   |            |            |
| 4 × 100 m 4 nages    | 3 min 33 s 15  | Ashley Delaney Brenton Rickard Geoff Huegill Eamon Sullivan      | Australie      | 25 27 31 25 | 9 octobre 2010  | XIXe - New Delhi   |            |            |